# 塔拉克·迪亚布
塔拉克·迪亚布（阿拉伯語：طارق دياب，1954年1月15日—），突尼斯著名足球运动员，现已退役，他代表突尼斯国家足球队出场过107次比赛，并且帮助球队进入了1978年世界杯决赛阶段比赛。迪亚布曾经在1977年获得过非洲足球先生的荣誉。